# Alternatieven voor het Koningslied
Nadat het officiële Koningslied ter ere van de Nederlandse troonswisseling van 2013 veel kritiek te verwerken kreeg, doken er diverse alternatieven op. Enkelen bleken al aan een alternatief gewerkt te hebben, voordat John Ewbank, componist van het officiële koningslied, zijn eigen koningslied terugtrok naar aanleiding van meerdere verwensingen aan zijn adres. Anderen componeerden een koningslied juist naar aanleiding van de (aanvankelijke) terugtrekking. In een interview met de media zei kroonprins Willem-Alexander dat hij de kritiek op het officiële koningslied betreurde en gaf tegelijkertijd aan het niet verstandig te achten dat hij er zich inhoudelijk over uit zou laten. Hij grapte dat hij  dankzij de aangedragen alternatieve composities nu zes of zeven koningsliederen had en dat kon geen andere koning hem nazeggen.

## Alternatieve koningsliederen

### Allard & Huib - Je bent een koning
Oud-geschiedenisstudent Allard Amelink en oud-rechtenstudent Huib Verhoeven kwamen vrijdag 19 april in de kroeg op het idee voor Je bent een koning. Het nummer is een Veldhuis & Kemper-achtig liedje. Het duo schreef het lied na de aankondiging van de abdicatie van koningin Beatrix; het was bedoeld als hart onder de riem voor Willem-Alexander en niet als alternatief Koningslied. In Je bent een koning, een zinsnede die in de Nederlandse studentenwereld gebruikt wordt om iemand mee aan te duiden die iets bijzonders of ludieks heeft gedaan, wordt Willem-Alexander vergeleken met ludieke en bekende 'typisch Nederlandse' zaken uit heden en verleden, zoals mijter, staf en baard (van Sinterklaas), Toon Hermans in Carré, en de bips van Doutzen Kroes.

### André van Duin - Oranje Boven/Willempie
Kort nadat Beatrix haar abdicatie bekendmaakte op 28 januari 2013, publiceerde komiek André van Duin zijn koningslied. Met de gedachte dat het standaard "Oranje boven, leve de koningin" na 30 april niet meer gezongen zou kunnen worden, verbouwde hij dit deuntje tot "Oranje boven, leve de koning, en... Maxima!"
Na de commotie rond het koningslied dook Van Duin een tweede keer de studio in. Dit leidde tot "de W van Willempie", een combinatie van zijn eerdere nummers 'Willempie' en 'Oranje Boven'. Van Duin lichtte zijn nieuwe creatie op 23 april 2013 toe bij RTV Noord-Holland.

### Claudia de Breij - Nederland
Cabaretière en presentatrice Claudia de Breij bracht het koningslied 'Nederland' uit. Het bezingt niet het koningshuis noch de troonopvolging, maar is kritisch richting de huidige Nederlandse tijdgeest. Het lied werd kort voor Koninginnedag 2013 uitgebracht op single, en wordt uitgebracht op haar album Alleen.

### De Règâhs - Morgen is uw zoon de koning
De Haagse flamencoband De Règâhs deed zijn duit in het koninklijke zakje met de tango Morgen is uw zoon de koning. Als basis voor het nummer werd Queen for tonight van Helen Shapiro gebruikt. In het lied worden Beatrix en Máxima toegezongen, en zijn er fragmentjes van het volkslied Wilhelmus verwerkt. Ook bevat het een korte referentie naar een eerder lied van de band, Noordwijkerhout (Eén foutje maar, ze woont in Wassenaar).

### Dries Roelvink - Koningslied
Volkszanger Dries Roelvink bracht zijn lied al direct na de afscheidsrede in januari 2013. Het resultaat was een statige mars, waarvan de tekst en de muziek geschreven zijn door Bram Koning. Roelvink had het lied willen aanbieden als alternatief lied, toen er tijdelijk onduidelijkheid was of het officiële koningslied teruggetrokken zou worden.

### Henny Huisman - Met z'n allen
Henny Huisman bouwde een lied uit de Mini Playbackshow om tot alternatief koningslied. Het origineel was destijds geschreven door Huisman (tekst) en Hans van Eijck (muziek).

### I CHAOS - Een kroon voor de Leeuw
De Haagse deathmetalband I CHAOS bracht Een kroon voor de leeuw uit, een metalnummer waarin delen van het nationaal volkslied het Wilhelmus zijn verwerkt. "We vonden het officiële Koningslied wat weinig ballen hebben", aldus de band.

### Paul van Vliet - Oranje de kleur van mijn hart
De Haagse cabaretier Paul van Vliet, die met koningin Beatrix studeerde in Leiden, ging direct aan de slag nadat John Ewbank er de brui aan gaf. Onder het mom dat een lied mensen moet verenigen, en niet verdelen, schreef hij met Klaas van Dijk het lied Oranje, de kleur van mijn hart, refererend aan de kleur die het meest met Nederland geassocieerd wordt, en aan de saamhorigheid dat oranje bij veel Nederlanders losmaakt. Van Vliet zong het nummer half april voor het eerst als toegift na zijn optreden in de Koninklijke Schouwburg in Den Haag.

### Rien Vroegindeweij - Wie Neerland Voert
De Rotterdamse dichter Rien Vroegindeweij beschouwde het officiële koningslied als "veel te veel gevlei" aan het adres van het koningshuis en het vaderland. Als tegenreactie schreef hij 'Wie Neerland voert', op de wijs van het oude nationale volkslied Wien Neerlands Bloed van Hendrik Tollens.

### Ronald Snijders - Surinaams koningslied
Fluitist Ronald Snijders nam het initiatief tot het schrijven van een koningslied op de muziek van de Nederlands-Surinaamse muzikant Max Woiski. Het werd ingezongen door Oscar Harris en Denise Jannah.

### RTL Boulevard - Koningin van alle mensen
Het televisieprogramma RTL Boulevard bracht als koningslied een loflied op de aftredende koningin. Als basis voor het lied Koningin van alle mensen werd de muziek van 15 miljoen mensen gebruikt. Presentator Albert Verlinde kreeg voor het lied onder andere René Froger, Frans Bauer en Lieke van Lexmond de studio in.

## Overige alternatieven
Onderstaande overige alternatieven zijn gerangschikt op titel. 
- Beste koning van Vader Abraham
- De carrousel van koningsdag, van Meester Cees & Het Pakt (studenten en docenten van de Hogeschool van Amsterdam)[13]
- Ik doe het voor jou, mam, van Philip Walkate[13]
- Koning als geen ander, van Edwin Evers (een housenummer gebaseerd op Willem, wat heb je grote handen van Willem Duyn)
- Koning Pils, van Gebroeders Ko, dat qua clip en muziek nogal veel weg heeft van Gabbertje van Hakkuhbar, bereikte in april de zesde plaats van de Nederlandse single top 100.
- Koningslied op de wijs van het kerklied Dankt, dankt nu allen God. De tekst is afkomstig van ds. C.J. Meeuse, dichter en predikant van de gereformeerde gemeente van Goes.[23]
- Koningslied van cabaretière Katinka Polderman, een parodie op het officiële Koningslied
- Koningslied auf Deutsch (Das Königslied)[24], een parodie op het officiële Koningslied[25]
- Kroningswals van André Rieu
- Koninklijk Nederland van Johan Vlemmix
- Lang leve Alexander, het koningslied van Man bijt hond, gezongen door de Werkendamse Grietje Post en begeleid door VOF de Kunst.[1]
- Lieve koningin, van cabaretière Brigitte Kaandorp (op de melodie van Ne me quitte pas van Jacques Brel)
- Mijn koningslied, van Roosbeef (op de melodie van het officiële Koningslied)
- Nederland kleurt Oranje van Wolter Kroes en producent Edwin van Hoevelaak, een variant op een lied dat Kroes eerder zong voor het EK Voetbal.[26]
- Proosten op de koning, een carnavalslied van het Roosendaalse duo Dellenoy Brothers.[27][28]
- Tijd voor een koning, een feestliedje van Henk Wijngaard op de wijs van een van zijn eerdere nummers, ik voel me rijk als een koning.[29]
- We hebben een koning van de Alkmaarse straatmuzikant Bertje Doperwtje.[13]
- Zo mooi als jij van de 3JS